# Bạch Hà
Bạch Hà là một xã thuộc huyện Yên Bình, tỉnh Yên Bái, Việt Nam.

## Địa lý
Xã Bạch Hà nằm ở phía đông huyện Yên Bình, có vị trí địa lý:
- Phía đông giáp tỉnh Tuyên Quang
- Phía tây giáp xã Vĩnh Kiên và xã Vũ Linh
- Phía nam giáp thị trấn Thác Bà và tỉnh Tuyên Quang
- Phía bắc giáp xã Phúc An và tỉnh Tuyên Quang.

Xã Bạch Hà có diện tích 30,36 km², dân số năm 2022 là 8.777 người, mật độ dân số đạt 289 người/km².

## Lịch sử
Ngày 16 tháng 2 năm 1967, Bộ trưởng Bộ Nội vụ ban hành Quyết định số 51-NV về việc:
- Thành lập Bạch Hà gồm trên cơ sở 4 hợp tác xã: Bạch Hà, Ngòi Lên, Ngòi Giàng, Ngọn Ngòi của xã Vũ Linh.
- Thành lập xã Yên Bình trên cơ sở 2 hợp tác xã: Cây Thị, Bông và thôn Linh Môn của xã Vĩnh Kiên.

Ngày 24 tháng 10 năm 2024, Ủy ban Thường vụ Quốc hội ban hành Nghị quyết số 1239/NQ-UBTVQH15 về việc sắp xếp đơn vị hành chính cấp xã của tỉnh Yên Bái giai đoạn 2023 – 2025 (nghị quyết có hiệu lực từ ngày 1 tháng 12 năm 2024). Theo đó, sáp nhập toàn bộ 9,62 km² diện tích tự nhiên và quy mô dân số là 4.308 người của xã Yên Bình vào xã Bạch Hà.
Xã Bạch Hà có 30,36 km² diện tích tự nhiên và quy mô dân số là 8.777 người.